# Thinking Plague
Thinking Plague är ett amerikanskt avantgarde-rockband. Bandet bildades av basisten/trummisen Bob Drake och gitarristen/kompositören Mike Johnson. Gruppen är baserad i Denver, Colorado och har varit aktiv av och till sedan 1982, och haft ett antal olika medlemmar under årens lopp. De gjorde fem studioalbum mellan 1984 och 2003, och släppte ett livealbum inspelat vid  NEARfest år 2000.
Deras musik är en blandning av rock, folkmusik, jazz och klassisk musik från 1900-talet.
Fastän gruppen aldrig var direkt besläktad med Rock in Opposition (RIO), var Thinking Plague starkt influerat av denna rörelse från den sena 1970-talet, särskilt grupperna Henry Cow och Art Bears. Trots Johnsons motvilja mot begreppet har gruppen ofta kategoriserats som ett "RIO"-band.

## Historia

### Tidiga år
Mike Johnson och Bob Drake träffades första gången 1978 och spelade i flera coverband. De började experimentera med källarinspelningar 1980 och 1982 hade de tillräckligt mycket låtmaterial för att genomföra några liveframträdanden. Vid dessa konserter medverkade även den klassiskt utbildade sångerskan Sharon Bradford, lutenisten Harry Fleishman på keyboards och Rick Arsenault på trummor. Denna ensemble blev den första inkarnationen av Thinking Plague. De spelade på några ställen i Denver 1983 men deras komplicerade musik fick inget välvilligt mottagande och Johnson och Drake beslöt att göra ett album med sitt material i stället.
Med Bradford, Fleishman och Mark Fuller på trummor arbetade bandet av och till under nästan ett år med att spela in sina låtar med enkel 8-kanalig inspelningsutrustning i källaren till ett gammalt slakthus, som kallades Packing House Studios. Då deras tillgångar var begränsade skötte de all inspelning och mixning själva och släppte albumet ...A Thinking Plague 1984 på sitt eget bolag Endemic. Endast 500 LP-skivor tillverkades och varje skivomslag handmålades av Drake med sprejfärg och stencil. Trots dess småskalighet och lågteknologiska kvalitet gick några distributörer med på att sälja albumet, däribland Recommended Records och Wayside Music (Cuneiform Records), och det väckte uppskattning från vissa kritiker.
År 1985 började Johnson och Drake spela in material till ett nytt Thinking Plague-album. Packing House Studios hade stängt men de hade tillgång till några billiga inspelningsställen i Denver. Gruppen som gjorde den första skivan hade upplösts och Johnson och Drake rekryterade en ny uppsättning musiker: sångerskan och låtskrivaren Susanne Lewis, trummisen Mark Fuller och keyboardisten Eric Moon. Thinking Plague spelade in sitt andra album Moonsongs. Titellåten var en femton och en halv minut lång "tribal-hednisk-miljö-antimaterialistisk avant-rock-ritual"  komponerad av Johnson. Moonsongs gavs till en början ut 1986 på kassett av Endemic, men året därpå skrev gruppen skivkontrakt med Dead Man’s Curve Records i London och Moonsongs släpptes på LP. Liksom deras första album uppskattades Moonsongs i "progressiva" kretsar och Thinking Plague förstärkte sin ställning som avant-rockband.
Thinking Plague gjorde en serie konserter 1987 i Denver, däribland en som förband för Sonic Youth. Pianisten och klarinettisten Lawrence Haugseth medverkade i gruppen vid konserterna men hoppade av i början av 1988. Fuller och Moon hade också lämnat gruppen i slutet av 1987, vilket föranledde rekryteringen av tre nya musiker: den klassiska pianisten Shane Hotle, basisten Maria Moran och Mark Harris på klarinett, saxofoner och flöjter. Drake bytte från elbas till trummor.

### In This Life
Inspelningar till ett nytt album påbörjades i början av 1988 i olika studior, däribland en stor replokal i en gammal yoghurtfabrik. Johnson och Lewis hade samarbetat om att skriva en samling låtar till skivan. Flera nya instrument förekom, som sampler, tabla, olika afrikanska och balinesiska slagverksinstrument och en fiol (courtesy Bob Drake). Den före detta gitarristen i Henry Cow Fred Frith medverkade som gäst på en låt, "Organism (version II)". Originalversion (också med Frith) hade utgivits på Recommended Records RēR Records Quarterly Vol.2 No.4. Drake skötte allt produktionsarbete och albumet In This Life slutfördes i mitten av 1988. Vid denna tidpunkt befann sig den före detta trummisen i Henry Cow och grundaren av Recommended Records, Chris Cutler, på turné med Pere Ubu i Denver och Johnson gav Cutler ett kassettband med den nya skivan. Cutler erbjöd sig att ge ut albumet på etiketten Recommended, och i september 1989 blev In This Life den första amerikanska skivan på det brittiska skivbolaget.
In This Life distribuerades i stora delar av världen och mötte uppskattning på många håll. Emellertid flyttade Lewis till New York. Försök att ersätta henne misslyckades och det visade sig opraktiskt att arbetade med henne på så långt avstånd. Drake flyttade till Los Angeles för att arbeta som ljudtekniker och producent, och Moran lämnade gruppen. Thinking Plague såg nu ut att falla isär.
I Los Angeles träffade Drake trummisen Dave Kerman från avant-rockbandet 5uu's och började arbeta med Kermans band. Kermans intresse för Thinking Plague fick honom att gå med i gruppen. Drake och Lewis gick också med på att åter bli medlemmar (trots avstånden) och med de övriga återstående medlemmarna, Johnson, Harris och Hotle, "återförenades" Thinking Plague 1990. Under de kommande åren arbetade gruppen då och då med några repetitioner, framträdde på några konserter och gjorde några nya inspelningar, varefter allt arbete avbröts. Under den period då gruppen låg i träda turnerade Johnson i Europa 1995 med Drake, Kerman och 5uu's, men efter att de återvänt till USA blev de tre överens om att det inte var genomförbart att återuppliva Thinking Plague igen.

### Återfödelse
Johnson anslöt sig till ett annat lokalt avant-rockband, Hamster Theatre, 1996, och föreslog för dess ledare, dragspelaren och basisten Dave Willey att han skulle gå med i en ny version av Thinking Plague. Willey tackade ja och rekommenderade Deborah Perry som sångerska. Vid ungefär samma tid flyttade Kerman till Denver och anslöt sig åter till gruppen. Med de kvarvarande medlemmarna Harris och Hotle började det nya Thinking Plague spela in nytt material skrivet av Johnson. I början av 1998 skickades de färdiga låtarna till Drake (nu bosatt i Frankrike) för mixning och produktion, och resultatet blev Thinking Plagues fjärde album, In Extremis, som gavs ut 1998 av Cuneiform Records.
In Extremis bedömdes som 1998 års bästa album av Gnosis , och dess framgång ledde till att gruppen gjorde nya konsertframträdanden. En ny medlem, Matt Mitchell på keyboards ersatte Hotle som hade hoppat av efter inspelningen av In Extremis, och Thinking Plague framträdde vid 1999 års ProgDay Festival. Detta följdes av en turné i östra USA och Mellanvästern. I juni 2000 spelade bandet vid NEARfest. En inspelning av konserten mixades tre år senare av Drake och gavs ut som Upon Both Your Houses 2004 av NEARfest Records. I juli 2000 turnerade bandet i Frankrike och Italien.
Efter konserterna i Europa lämnade Kerman gruppen och ersattes av den före detta trummisen i Sleepytime Gorilla Museum David Shamrock. Gruppen började arbeta på ett nytt album, A History of Madness, som gavs ut i september 2003 av Cuneiform Records. Det spelades in under en period på två år. Hälften av medlemmarna flög in till Denver från olika delar av USA för att spela in sina bidrag. A History of Madness var det första Thinking Plague-albumet som inte producerades av Bob Drake. Johnson and Mark McCoin, från Brave New Audio studio där albumet spelades in, skötte all mixning.

## Namn
Namnet Thinking Plague skapades av gruppens grundare Mike Johnson och Bob Drake.

## Medlemmar
Ett antal musiker har passerat igenom Thinking Plague under årens lopp, förutom Mike Johnson som har varit med i gruppen från dess start. Datumen nedan anger de år då de var aktiva i gruppen.
- Mike Johnson (1982–) – gitarr, trummor, slagverk, sång
- Bob Drake (1982–1994) – basgitarr, trummor, slagverk, sång, gitarr, böjd balalajka, synthesizer, piano, orgel, oväsen, violin
- Sharon Bradford (1982–1984) – sång, oväsen, casio mini-synth, drake noise box
- Harry Fleishman (1982–1984) – piano, orgel, sång
- Rick Arsenault (1982–1983) – trummor
- Mark Fuller (1983–1988) – trummor
- Susanne Lewis (1985–1990) – sång
- Eric Moon även känd som Eric Jacobson (1985–1988) – keyboards
- Lawrence Haugseth (1987–1988) – klarinett, synthesizer, sång
- Mark Harris (1988–) – barytonsaxofon, klarinett, flöjt
- Shane Hotle (1988–1998) – piano, synthesizer, oväsen, orgel, mellotron
- Maria Moran (1988–1989) – basgitarr, gitarr
- Dave Kerman (1989–2000; 2007–) – trummor, slagverk
- Dave Willey (1996–) – basgitarr, accordion
- Deborah Perry (1996–) – sång
- Matt Mitchell (1999–2004) – keyboards
- David Shamrock (2001–2004) – trummor, slagverk
- Elaine Difalco (2007–)

## Diskografi

### Album
- 1984 ...A Thinking Plague (LP Endemic Music, USA)
- 1987 Moonsongs (LP Dead Man's Curve Records, Storbritannien)
- 1989 In This Life (CD Recommended Records, Storbritannien)
- 1998 In Extremis (CD Cuneiform Records, USA)
- 2003 A History of Madness (CD Cuneiform Records, USA)
- 2004 Upon Both Your Houses (live at NEARfest 2000) (CD NEARfest Records, USA)

### Samlingar
- 2000 Early Plague Years (CD Cuneiform Records, USA) – ommixade utgåvor av skivorna ...A Thinking Plague och Moonsongs på en CD.

### Andra album där gruppen förekommer
- 1989 RēR Records Quarterly Vol.2 No.4 (LP Recommended Records, Storbritannien)
- 1994 RēR Quarterly Vol.4 No.1 (CD Recommended Records, Storbritannien)